# Championnats du monde d'escrime 2008
Navigation
Édition précédente Édition suivante
Les championnats du monde d'escrime 2008 se sont déroulés à Pékin en Chine du 18 au 20 avril.
Du fait de la présence la même année des Jeux olympiques de Pékin et de l’obligation faite à la Fédération internationale d'escrime de ne présenter que 10 épreuves au lieu des 12 habituellement, ces championnats ne comprendront que deux épreuves : une masculine et une féminine, soit les 2 qui étaient absentes lors des JO.
Les championnats du monde ont eu lieu à Pékin sur le site même des épreuves d’escrime des Jeux olympiques et ont servi de test grandeur nature pour ceux-ci.
Au fleuret, pour la première fois, le masque à visière plexiglas est devenu obligatoire malgré la très grande réticence des tireurs.

## Liste des épreuves
- Fleuret masculin par équipe
- Épée féminine par équipe

## Résultats

### Fleuret masculin par équipes
| Épreuves   | Or                                                                   | Argent                                                  | Bronze                                                               |
| ---------- | -------------------------------------------------------------------- | ------------------------------------------------------- | -------------------------------------------------------------------- |
| Par équipe | Italie Andrea Baldini Andrea Cassarà Stefano Barrera Salvatore Sanzo | Allemagne Peter Joppich Benjamin Kleibrink Dominik Behr | Pologne Michal Majewski Radoslaw Glonek Marcin Zawada Sławomir Mocek |

### Épée féminine par équipes
| Épreuves   | Or                                                                       | Argent                                          | Bronze                                                                      |
| ---------- | ------------------------------------------------------------------------ | ----------------------------------------------- | --------------------------------------------------------------------------- |
| Par équipe | France Laura Flessel Hajnalka Kiraly-Picot Maureen Nisima Sarah Daninthe | Chine Li Na Luo Xiaojuan Zhang Li Zhong Weiping | Allemagne Imke Duplitzer Britta Heidemann Marijana Markovic Monika Sozanska |

## Tableau des médailles
| Rang  | Nation    | Or | Argent | Bronze | Total |
| ----- | --------- | -- | ------ | ------ | ----- |
| 1     | France    | 1  | 0      | 0      | 1     |
| 1     | Italie    | 1  | 0      | 0      | 1     |
| 3     | Allemagne | 0  | 1      | 1      | 2     |
| 4     | Chine     | 0  | 1      | 0      | 1     |
| 5     | Pologne   | 0  | 0      | 1      | 1     |
| TOTAL | TOTAL     | 2  | 2      | 2      | 6     |